# Troféu Pichichi
O Troféu Pichichi é um prêmio entregue ao final de cada temporada da La Liga pelo jornal espanhol Marca ao artilheiro do campeonato.

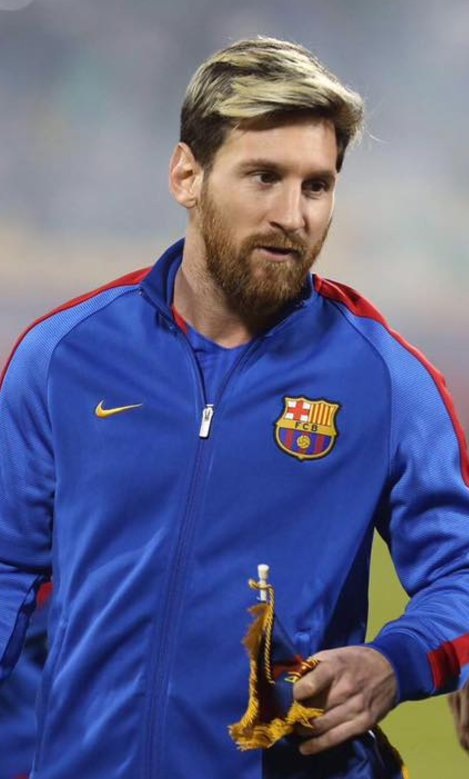
Lionel Messi, maior vencedor da história do prêmio

O nome do troféu é uma homenagem a Rafael Moreno Aranzadi, mais conhecido como Pichichi, ex-atacante do Athletic Bilbao. Entre os muitos que já receberam o prêmio estão Lionel Messi, Cristiano Ronaldo, Romário, Ronaldo, Alfredo Di Stéfano, Ferenc Puskás, Telmo Zarra, Hugo Sánchez, Raúl e Samuel Eto'o.
O maior vencedor da história do premio é Lionel Messi, com oito premiações, enquanto o atual vencedor é Artem Dovbyk, do Girona.

## Vencedores
| Temp.   | Jogador             | Clube               | Gols |
| ------- | ------------------- | ------------------- | ---- |
| 1929    | Paco Bienzobas      | Real Sociedad       | 14   |
| 1929–30 | Guillermo Gorostiza | Athletic Bilbao     | 19   |
| 1930–31 | Bata                | Athletic Bilbao     | 27   |
| 1931–32 | Guillermo Gorostiza | Athletic Bilbao     | 12   |
| 1932–33 | Manuel Olivares     | Real Madrid         | 16   |
| 1933–34 | Isidro Lángara      | Real Oviedo         | 27   |
| 1934–35 | Isidro Lángara      | Real Oviedo         | 26   |
| 1935–36 | Isidro Lángara      | Real Oviedo         | 27   |
| 1939–40 | Víctor Unamuno      | Athletic Bilbao     | 26   |
| 1940–41 | Pruden              | Atlético Aviación   | 30   |
| 1941–42 | Mundo               | Valencia            | 27   |
| 1942–43 | Mariano Martín      | Barcelona           | 32   |
| 1943–44 | Mundo               | Valencia            | 27   |
| 1944–45 | Telmo Zarra         | Athletic Bilbao     | 19   |
| 1945–46 | Telmo Zarra         | Athletic Bilbao     | 24   |
| 1946–47 | Telmo Zarra         | Athletic Bilbao     | 34   |
| 1947–48 | Pahiño              | Celta de Vigo       | 23   |
| 1948–49 | César               | Barcelona           | 28   |
| 1949–50 | Telmo Zarra         | Athletic Bilbao     | 25   |
| 1950–51 | Telmo Zarra         | Athletic Bilbao     | 38   |
| 1951–52 | Pahiño              | Real Madrid         | 28   |
| 1952–53 | Telmo Zarra         | Athletic Bilbao     | 24   |
| 1953–54 | Alfredo Di Stéfano  | Real Madrid         | 27   |
| 1954–55 | Juan Arza           | Sevilla             | 28   |
| 1955–56 | Alfredo Di Stéfano  | Real Madrid         | 24   |
| 1956–57 | Alfredo Di Stéfano  | Real Madrid         | 31   |
| 1957–58 | Manuel Badenes      | Valladolid          | 19   |
| 1957–58 | Alfredo Di Stéfano  | Real Madrid         | 19   |
| 1957–58 | Ricardo             | Valencia            | 19   |
| 1958–59 | Alfredo Di Stéfano  | Real Madrid         | 23   |
| 1959–60 | Ferenc Puskás       | Real Madrid         | 26   |
| 1960–61 | Ferenc Puskás       | Real Madrid         | 27   |
| 1961–62 | Juan Seminario      | Zaragoza            | 25   |
| 1962–63 | Ferenc Puskás       | Real Madrid         | 26   |
| 1963–64 | Ferenc Puskás       | Real Madrid         | 20   |
| 1964–65 | Cayetano Ré         | Barcelona           | 25   |
| 1965–66 | Vavá                | Elche               | 19   |
| 1966–67 | Waldo               | Valencia            | 24   |
| 1967–68 | Fidel Uriarte       | Athletic Bilbao     | 22   |
| 1968–69 | Amancio             | Real Madrid         | 14   |
| 1968–69 | José Eulogio Gárate | Atlético de Madrid  | 14   |
| 1969–70 | Amancio             | Real Madrid         | 16   |
| 1969–70 | Luis Aragonés       | Atlético de Madrid  | 16   |
| 1969–70 | José Eulogio Gárate | Atlético de Madrid  | 16   |
| 1970–71 | José Eulogio Gárate | Atlético de Madrid  | 17   |
| 1970–71 | Carles Rexach       | Barcelona           | 17   |
| 1971–72 | Enrique Porta       | Granada             | 20   |
| 1972–73 | Marianín            | Real Oviedo         | 19   |
| 1973–74 | Quini               | Sporting de Gijón   | 20   |
| 1974–75 | Carlos Ruiz Herrero | Athletic Bilbao     | 19   |
| 1975–76 | Quini               | Sporting de Gijón   | 18   |
| 1976–77 | Mario Kempes        | Valencia            | 24   |
| 1977–78 | Mario Kempes        | Valencia            | 28   |
| 1978–79 | Hans Krankl         | Barcelona           | 29   |
| 1979–80 | Quini               | Sporting de Gijón   | 24   |
| 1980–81 | Quini               | Barcelona           | 20   |
| 1981–82 | Quini               | Barcelona           | 26   |
| 1982–83 | Poli Rincón         | Betis               | 20   |
| 1983–84 | Jorge da Silva      | Valladolid          | 17   |
| 1983–84 | Juanito             | Real Madrid         | 17   |
| 1984–85 | Hugo Sánchez        | Atlético de Madrid  | 19   |
| 1985–86 | Hugo Sánchez        | Real Madrid         | 22   |
| 1986–87 | Hugo Sánchez        | Real Madrid         | 34   |
| 1987–88 | Hugo Sánchez        | Real Madrid         | 29   |
| 1988–89 | Baltazar            | Atlético de Madrid  | 35   |
| 1989–90 | Hugo Sánchez        | Real Madrid         | 38   |
| 1990–91 | Emilio Butragueño   | Real Madrid         | 19   |
| 1991–92 | Manolo              | Atlético de Madrid  | 27   |
| 1992–93 | Bebeto              | Deportivo La Coruña | 29   |
| 1993–94 | Romário             | Barcelona           | 30   |
| 1994–95 | Iván Zamorano       | Real Madrid         | 28   |
| 1995–96 | Juan Antonio Pizzi  | Tenerife            | 31   |
| 1996–97 | Ronaldo             | Barcelona           | 34   |
| 1997–98 | Christian Vieri     | Atlético de Madrid  | 24   |
| 1998–99 | Raúl                | Real Madrid         | 25   |
| 1999–00 | Salva Ballesta      | Racing de Santander | 27   |
| 2000–01 | Raúl                | Real Madrid         | 24   |
| 2001–02 | Diego Tristán       | Deportivo La Coruña | 21   |
| 2002–03 | Roy Makaay          | Deportivo La Coruña | 29   |
| 2003–04 | Ronaldo             | Real Madrid         | 24   |
| 2004–05 | Diego Forlán        | Villarreal          | 25   |
| 2005–06 | Samuel Eto'o        | Barcelona           | 26   |
| 2006–07 | Ruud van Nistelrooy | Real Madrid         | 25   |
| 2007–08 | Daniel Güiza        | Mallorca            | 27   |
| 2008–09 | Diego Forlán        | Atlético de Madrid  | 32   |
| 2009–10 | Lionel Messi        | Barcelona           | 34   |
| 2010–11 | Cristiano Ronaldo   | Real Madrid         | 41   |
| 2011–12 | Lionel Messi        | Barcelona           | 50   |
| 2012–13 | Lionel Messi        | Barcelona           | 46   |
| 2013–14 | Cristiano Ronaldo   | Real Madrid         | 31   |
| 2014–15 | Cristiano Ronaldo   | Real Madrid         | 48   |
| 2015–16 | Luis Suárez         | Barcelona           | 40   |
| 2016–17 | Lionel Messi        | Barcelona           | 37   |
| 2017–18 | Lionel Messi        | Barcelona           | 34   |
| 2018–19 | Lionel Messi        | Barcelona           | 36   |
| 2019–20 | Lionel Messi        | Barcelona           | 25   |
| 2020–21 | Lionel Messi        | Barcelona           | 30   |
| 2021–22 | Karim Benzema       | Real Madrid         | 27   |
| 2022–23 | Robert Lewandowski  | Barcelona           | 23   |
| 2023–24 | Artem Dovbyk        | Girona              | 24   |

### Por país
| País      | Prêmios |
| --------- | ------- |
| Espanha   | 52      |
| Argentina | 15      |
| Brasil    | 6       |
| México    | 5       |
| Hungria   | 4       |
| Uruguai   | 4       |
| Portugal  | 3       |
| Holanda   | 2       |
| Peru      | 1       |
| Paraguai  | 1       |
| Áustria   | 1       |
| Chile     | 1       |
| Itália    | 1       |
| Camarões  | 1       |
| França    | 1       |
| Polônia   | 1       |
| Ucrânia   | 1       |

| #  | Clube               | Prêmios |
| -- | ------------------- | ------- |
| 1  | Real Madrid         | 28      |
| 2  | Barcelona           | 20      |
| 3  | Athletic Bilbao     | 12      |
| 4  | Atlético de Madrid  | 10      |
| 5  | Valencia            | 6       |
| 6  | Real Oviedo         | 4       |
| 7  | Sporting de Gijón   | 3       |
| 7  | Deportivo La Coruña | 3       |
| 9  | Valladolid          | 2       |
| 10 | Real Sociedad       | 1       |
| 10 | Celta de Vigo       | 1       |
| 10 | Sevilla             | 1       |
| 10 | Zaragoza            | 1       |
| 10 | Elche               | 1       |
| 10 | Granada             | 1       |
| 10 | Betis               | 1       |
| 10 | Tenerife            | 1       |
| 10 | Racing de Santander | 1       |
| 10 | Villarreal          | 1       |
| 10 | Mallorca            | 1       |
| 10 | Girona              | 1       |

| #  | Clube               | Prêmios |
| -- | ------------------- | ------- |
| 1  | Real Madrid         | 28      |
| 2  | Barcelona           | 20      |
| 3  | Athletic Bilbao     | 12      |
| 4  | Atlético de Madrid  | 10      |
| 5  | Valencia            | 6       |
| 6  | Real Oviedo         | 4       |
| 7  | Sporting de Gijón   | 3       |
| 7  | Deportivo La Coruña | 3       |
| 9  | Valladolid          | 2       |
| 10 | Real Sociedad       | 1       |
| 10 | Celta de Vigo       | 1       |
| 10 | Sevilla             | 1       |
| 10 | Zaragoza            | 1       |
| 10 | Elche               | 1       |
| 10 | Granada             | 1       |
| 10 | Betis               | 1       |
| 10 | Tenerife            | 1       |
| 10 | Racing de Santander | 1       |
| 10 | Villarreal          | 1       |
| 10 | Mallorca            | 1       |
| 10 | Girona              | 1       |